# Lista planetelor minore/189301–189400
Aceasta este Lista planetelor minore/189301–189400; pentru a naviga prin lista completă vezi Lista planetelor minore.
Pentru ale detalii vezi și Proiect:Astronomie sau Portal:Astronomie.
| Nume               | Denumire provizorie | Data descoperirii  | Locul descoperirii   | Descoperitor(i)        |
| ------------------ | ------------------- | ------------------ | -------------------- | ---------------------- |
| 189301 -           | 2005 WA44           | 21 noiembrie 2005  | Catalina             | CSS                    |
| 189302 -           | 2005 WW81           | 28 noiembrie 2005  | Socorro              | LINEAR                 |
| 189303 -           | 2005 WV90           | 28 noiembrie 2005  | Socorro              | LINEAR                 |
| 189304 -           | 2005 WN115          | 29 noiembrie 2005  | Mount Lemmon         | Mount Lemmon Survey⁠(d) |
| 189305 -           | 2005 WT190          | 21 noiembrie 2005  | Anderson Mesa        | LONEOS                 |
| 189306 -           | 2005 XO29           | 6 decembrie 2005   | Catalina             | CSS                    |
| 189307 -           | 2005 YW130          | 25 decembrie 2005  | Mount Lemmon         | Mount Lemmon Survey⁠(d) |
| 189308 -           | 2005 YB185          | 27 decembrie 2005  | Kitt Peak            | Spacewatch             |
| 189309 -           | 2005 YJ213          | 29 decembrie 2005  | Socorro              | LINEAR                 |
| 189310 Polydamas   | 2006 AJ82           | 3 ianuarie 2006    | Mérida⁠(d)            | Mérida⁠(d)              |
| 189311 -           | 2006 BL126          | 26 ianuarie 2006   | Kitt Peak            | Spacewatch             |
| 189312 -           | 2006 JN62           | 1 mai 2006         | Kitt Peak            | M. W. Buie⁠(d)          |
| 189313 -           | 2006 SA73           | 19 septembrie 2006 | Kitt Peak            | Spacewatch             |
| 189314 -           | 2006 TK23           | 11 octombrie 2006  | Kitt Peak            | Spacewatch             |
| 189315 -           | 2006 UV11           | 17 octombrie 2006  | Mount Lemmon         | Mount Lemmon Survey⁠(d) |
| 189316 -           | 2006 UQ336          | 21 octombrie 2006  | Mount Lemmon         | Mount Lemmon Survey    |
| 189317 -           | 2006 WE88           | 18 noiembrie 2006  | Mount Lemmon         | Mount Lemmon Survey    |
| 189318 -           | 2006 WM201          | 22 noiembrie 2006  | Mount Lemmon         | Mount Lemmon Survey    |
| 189319 -           | 2006 XH71           | 13 decembrie 2006  | Kitt Peak            | Spacewatch             |
| 189320 -           | 2006 YC14           | 22 decembrie 2006  | Piszkéstető⁠(d)       | K. Sárneczky⁠(d)        |
| 189321 -           | 2006 YW47           | 24 decembrie 2006  | Catalina             | CSS                    |
| 189322 -           | 2007 AL1            | 8 ianuarie 2007    | Mount Lemmon         | Mount Lemmon Survey⁠(d) |
| 189323 -           | 2007 AO14           | 9 ianuarie 2007    | Mount Lemmon         | Mount Lemmon Survey    |
| 189324 -           | 2007 AN28           | 9 ianuarie 2007    | Kitt Peak            | Spacewatch             |
| 189325 -           | 2007 AA29           | 10 ianuarie 2007   | Kitt Peak            | Spacewatch             |
| 189326 -           | 2007 BN1            | 16 ianuarie 2007   | Catalina             | CSS                    |
| 189327 -           | 2007 BP68           | 27 ianuarie 2007   | Mount Lemmon         | Mount Lemmon Survey⁠(d) |
| 189328 -           | 2007 CW53           | 15 februarie 2007  | Palomar              | NEAT                   |
| 189329 -           | 2007 DU46           | 21 februarie 2007  | Socorro              | LINEAR                 |
| 189330 -           | 2007 DS56           | 21 februarie 2007  | Mount Lemmon         | Mount Lemmon Survey⁠(d) |
| 189331 -           | 2007 DR77           | 22 februarie 2007  | Socorro              | LINEAR                 |
| 189332 -           | 2007 EW39           | 10 martie 2007     | Mount Lemmon         | Mount Lemmon Survey⁠(d) |
| 189333 -           | 2007 EJ79           | 10 martie 2007     | Kitt Peak            | Spacewatch             |
| 189334 -           | 2007 GM56           | 15 aprilie 2007    | Kitt Peak            | Spacewatch             |
| 189335 -           | 2007 HS61           | 22 aprilie 2007    | Catalina             | CSS                    |
| 189336 -           | 2007 TF426          | 9 octombrie 2007   | Kitt Peak            | Spacewatch             |
| 189337 -           | 2007 TM426          | 9 octombrie 2007   | Mount Lemmon         | Mount Lemmon Survey⁠(d) |
| 189338 -           | 2007 VZ26           | 2 noiembrie 2007   | Mount Lemmon         | Mount Lemmon Survey    |
| 189339 -           | 2007 VK85           | 2 noiembrie 2007   | Socorro              | LINEAR                 |
| 189340 -           | 2007 VD265          | 13 noiembrie 2007  | Kitt Peak            | Spacewatch             |
| 189341 -           | 2007 VJ309          | 12 noiembrie 2007  | Catalina             | CSS                    |
| 189342 -           | 2007 VY310          | 8 noiembrie 2007   | Mount Lemmon         | Mount Lemmon Survey⁠(d) |
| 189343 -           | 2007 WW57           | 18 noiembrie 2007  | Kitt Peak            | Spacewatch             |
| 189344 -           | 2007 XO53           | 14 decembrie 2007  | Mount Lemmon         | Mount Lemmon Survey⁠(d) |
| 189345 -           | 2007 YG64           | 31 decembrie 2007  | Mount Lemmon         | Mount Lemmon Survey    |
| 189346 -           | 2008 AP114          | 10 ianuarie 2008   | Kitt Peak            | Spacewatch             |
| 189347 Qian        | 2008 BQ15           | 28 ianuarie 2008   | Lulin Observatory⁠(d) | LUSS⁠(d)                |
| 189348 -           | 2008 BR43           | 30 ianuarie 2008   | Catalina             | CSS                    |
| 189349 -           | 2008 CX191          | 2 februarie 2008   | Kitt Peak            | Spacewatch             |
| 189350 -           | 2008 CJ194          | 10 februarie 2008  | Mount Lemmon         | Mount Lemmon Survey⁠(d) |
| 189351 -           | 2008 CX194          | 13 februarie 2008  | Mount Lemmon         | Mount Lemmon Survey    |
| 189352 -           | 2008 CS196          | 7 februarie 2008   | Mount Lemmon         | Mount Lemmon Survey    |
| 189353 -           | 2008 CG198          | 11 februarie 2008  | Mount Lemmon         | Mount Lemmon Survey    |
| 189354 -           | 2008 DL11           | 26 februarie 2008  | Kitt Peak            | Spacewatch             |
| 189355 -           | 2008 DS14           | 26 februarie 2008  | Mount Lemmon         | Mount Lemmon Survey⁠(d) |
| 189356 -           | 2008 DF16           | 27 februarie 2008  | Catalina             | CSS                    |
| 189357 -           | 2008 DF38           | 27 februarie 2008  | Kitt Peak            | Spacewatch             |
| 189358 -           | 2008 DX38           | 27 februarie 2008  | Mount Lemmon         | Mount Lemmon Survey⁠(d) |
| 189359 -           | 2008 DB39           | 27 februarie 2008  | Mount Lemmon         | Mount Lemmon Survey    |
| 189360 -           | 2008 DQ39           | 27 februarie 2008  | Mount Lemmon         | Mount Lemmon Survey    |
| 189361 -           | 2008 DP81           | 27 februarie 2008  | Mount Lemmon         | Mount Lemmon Survey    |
| 189362 -           | 2008 DC83           | 28 februarie 2008  | Mount Lemmon         | Mount Lemmon Survey    |
| 189363 -           | 2008 EV35           | 3 martie 2008      | Kitt Peak            | Spacewatch             |
| 189364 -           | 2008 EM112          | 8 martie 2008      | Kitt Peak            | Spacewatch             |
| 189365 -           | 2008 EL147          | 1 martie 2008      | Kitt Peak            | Spacewatch             |
| 189366 -           | 2008 EU147          | 1 martie 2008      | Kitt Peak            | Spacewatch             |
| 189367 -           | 2008 EG149          | 4 martie 2008      | Kitt Peak            | Spacewatch             |
| 189368 -           | 2008 ER149          | 5 martie 2008      | Kitt Peak            | Spacewatch             |
| 189369 -           | 2008 EO150          | 10 martie 2008     | Siding Spring        | SSS                    |
| 189370 -           | 2008 EG151          | 13 martie 2008     | Catalina             | CSS                    |
| 189371 -           | 2008 EU152          | 11 martie 2008     | Kitt Peak            | Spacewatch             |
| 189372 -           | 2008 ES153          | 13 martie 2008     | Catalina             | CSS                    |
| 189373 -           | 2008 FG26           | 27 martie 2008     | Mount Lemmon         | Mount Lemmon Survey⁠(d) |
| 189374 -           | 2008 FQ69           | 28 martie 2008     | Mount Lemmon         | Mount Lemmon Survey    |
| 189375 -           | 2008 FD70           | 28 martie 2008     | Kitt Peak            | Spacewatch             |
| 189376 -           | 2008 FS78           | 27 martie 2008     | Mount Lemmon         | Mount Lemmon Survey⁠(d) |
| 189377 -           | 2008 FU78           | 27 martie 2008     | Mount Lemmon         | Mount Lemmon Survey    |
| 189378 -           | 2008 FL102          | 30 martie 2008     | Kitt Peak            | Spacewatch             |
| 189379 -           | 2008 FP103          | 30 martie 2008     | Kitt Peak            | Spacewatch             |
| 189380 -           | 2008 FF123          | 28 martie 2008     | Mount Lemmon         | Mount Lemmon Survey⁠(d) |
| 189381 -           | 2008 FJ126          | 28 martie 2008     | Mount Lemmon         | Mount Lemmon Survey    |
| 189382 -           | 2008 GF25           | 1 aprilie 2008     | Mount Lemmon         | Mount Lemmon Survey    |
| 189383 -           | 2008 GE27           | 3 aprilie 2008     | Kitt Peak            | Spacewatch             |
| 189384 -           | 2008 GN38           | 3 aprilie 2008     | Mount Lemmon         | Mount Lemmon Survey⁠(d) |
| 189385 -           | 2008 GF39           | 3 aprilie 2008     | Kitt Peak            | Spacewatch             |
| 189386 -           | 2008 GX49           | 5 aprilie 2008     | Kitt Peak            | Spacewatch             |
| 189387 -           | 2008 GL83           | 8 aprilie 2008     | Kitt Peak            | Spacewatch             |
| 189388 -           | 2008 GY96           | 8 aprilie 2008     | Kitt Peak            | Spacewatch             |
| 189389 -           | 2008 GN109          | 13 aprilie 2008    | Mount Lemmon         | Mount Lemmon Survey⁠(d) |
| 189390 -           | 2008 GQ124          | 14 aprilie 2008    | Mount Lemmon         | Mount Lemmon Survey    |
| 189391 -           | 2008 HQ12           | 24 aprilie 2008    | Kitt Peak            | Spacewatch             |
| 189392 -           | 2008 HD39           | 26 aprilie 2008    | Mount Lemmon         | Mount Lemmon Survey⁠(d) |
| 189393 -           | 2008 HP39           | 26 aprilie 2008    | Mount Lemmon         | Mount Lemmon Survey    |
| 189394 -           | 2008 HU44           | 28 aprilie 2008    | Kitt Peak            | Spacewatch             |
| 189395 -           | 2008 HL57           | 30 aprilie 2008    | Kitt Peak            | Spacewatch             |
| 189396 Sielewicz   | 2008 JB6            | 2 mai 2008         | Moletai⁠(d)           | MAO⁠(d)                 |
| 189397 -           | 2008 JM18           | 4 mai 2008         | Kitt Peak            | Spacewatch             |
| 189398 Soemmerring | 2008 JG20           | 7 mai 2008         | Taunus               | Taunus                 |
| 189399 -           | 2008 JV21           | 5 mai 2008         | Mount Lemmon         | Mount Lemmon Survey⁠(d) |
| 189400 -           | 2008 JY34           | 7 mai 2008         | Siding Spring        | SSS                    |